# 明日を目指して!
『明日を目指して!』（あしたをめざして）は、TOKIOの32作目のシングル。2005年（平成17年）12月7日にユニバーサルミュージックから発売された。

## 解説
CDシングルとしては『自分のために/for you』から約1年1か月ぶり、DVDシングル『僕の恋愛事情と台所事情』からは2か月連続で発売されたシングル作品である。表題曲の「明日を目指して!」は、TOKIOのCDシングルとしては初のセルフプロデュース楽曲であり、ベネッセコーポレーション「進研ゼミ」のキャンペーンソングとして長瀬智也が書き下ろした楽曲。また、『第56回NHK紅白歌合戦』歌唱曲でもある。
ジャケットと収録曲が異なる初回盤A、初回盤B、初回盤C、通常盤の4形態で発売された。初回盤には「明日を目指して!」とBacking Track以外に、初回盤Aはカップリング曲の「Save As...」と「TOKIO STATION 〜楽曲解説編〜」。初回盤Bはカップリング曲の「LOOP 〜愛しい日々のメロディー〜」と「TOKIO STATION 〜ビデオ･クリップ解説編〜」がそれぞれ収録されている。初回盤Cには「明日を目指して!」のビデオクリップが収録されたDVDが付属している。

## 収録曲

### CD

#### 通常盤・初回盤C
※は通常盤のみ収録。
1. 明日を目指して!
作詞・作曲：長瀬智也、編曲：長瀬智也・船山基紀
  - ベネッセコーポレーション「進研ゼミ」キャンペーンソング
2. Save As...※
作詞・作曲・編曲：久保田光太郎
3. LOOP 〜愛しい日々のメロディー〜※
作詞・作曲：TAKESHI、編曲：KAM
4. 明日を目指して!（Backing Track）

#### 初回盤A
1. 明日を目指して!
2. Save As...
3. 明日を目指して!（Backing Track）
4. TOKIO STATION 〜楽曲解説編〜

#### 初回盤B
1. 明日を目指して!
2. LOOP 〜愛しい日々のメロディー〜
3. 明日を目指して!（Backing Track）
4. TOKIO STATION 〜ビデオ･クリップ解説編〜

### DVD（初回盤Cのみ）
1. 明日を目指して!（Video Clip）

## 映像作品
明日を目指して!
- sugar（初回盤A）
- OVER/PLUS

Save As...
- OVER/PLUS

LOOP 〜愛しい日々のメロディー〜
- TOKIO Special GIGs 2006 〜Get Your Dream〜
- OVER/PLUS